# Lowry Pueblo
Das Lowry Pueblo ist eine archäologische Stätte der Pueblo-Vorfahren im Canyons of the Ancients National Monument in der Nähe von Pleasant View, Colorado, Vereinigte Staaten. Das Pueblo wurde um 1060 n. Chr. auf verlassenen Grubenhäusern aus einer früheren Besiedlungsperiode errichtet. Es wurde 165 Jahre lang von 40 bis 100 Menschen gleichzeitig bewohnt. Die Stätte ist eine der nördlichsten, die mit den Pueblo-Kulturen in Verbindung gebracht werden. Die Stätte wurde 1964 zum National Historic Landmark erklärt.

## Beschreibung
Lowry Pueblo liegt etwa 72 km (45 Meilen) nordwestlich von Cortez, Colorado, und etwa 160 km (100 Meilen) nördlich von Chaco Canyon, einem der wichtigsten Zentren der Ancestral Puebloan-Kultur. Das Pueblo wurde nach dem ersten Siedler der Gegend, George Lowry, benannt. Man geht davon aus, dass es als relativ kleine Gemeinschaft mit nur wenigen Zimmern begann, aber ungewöhnlich ist das Vorhandensein einer großen Kiva, was darauf hindeutet, dass es als Gemeinschaftszentrum für eine verstreute Bevölkerung diente, bevor die Siedlung um es herum größer wurde. Die Bewohner waren Bauern, die auch Kleinwild jagten, kunstvoll verzierte Töpferwaren herstellten und die im Handel erworbene Baumwolle webten. Die letzte Besiedlung fand im frühen 13. Jahrhundert statt.
Lowry Pueblo wurde erstmals während der Sommermonate 1930 bis 1934 von Paul Sidney Martin vom Field Museum of Natural History in Chicago ausgegraben. Im Jahr 1965 führte das Bureau of Land Management (BLM), dem das Grundstück gehörte, in Zusammenarbeit mit der Universität von Colorado ein zweijähriges Projekt zur Stabilisierung der Ruinen durch, die teilweise verschüttet worden waren. Im Jahr 2000 wurde sie in das Canyons of the Ancients National Monument aufgenommen.

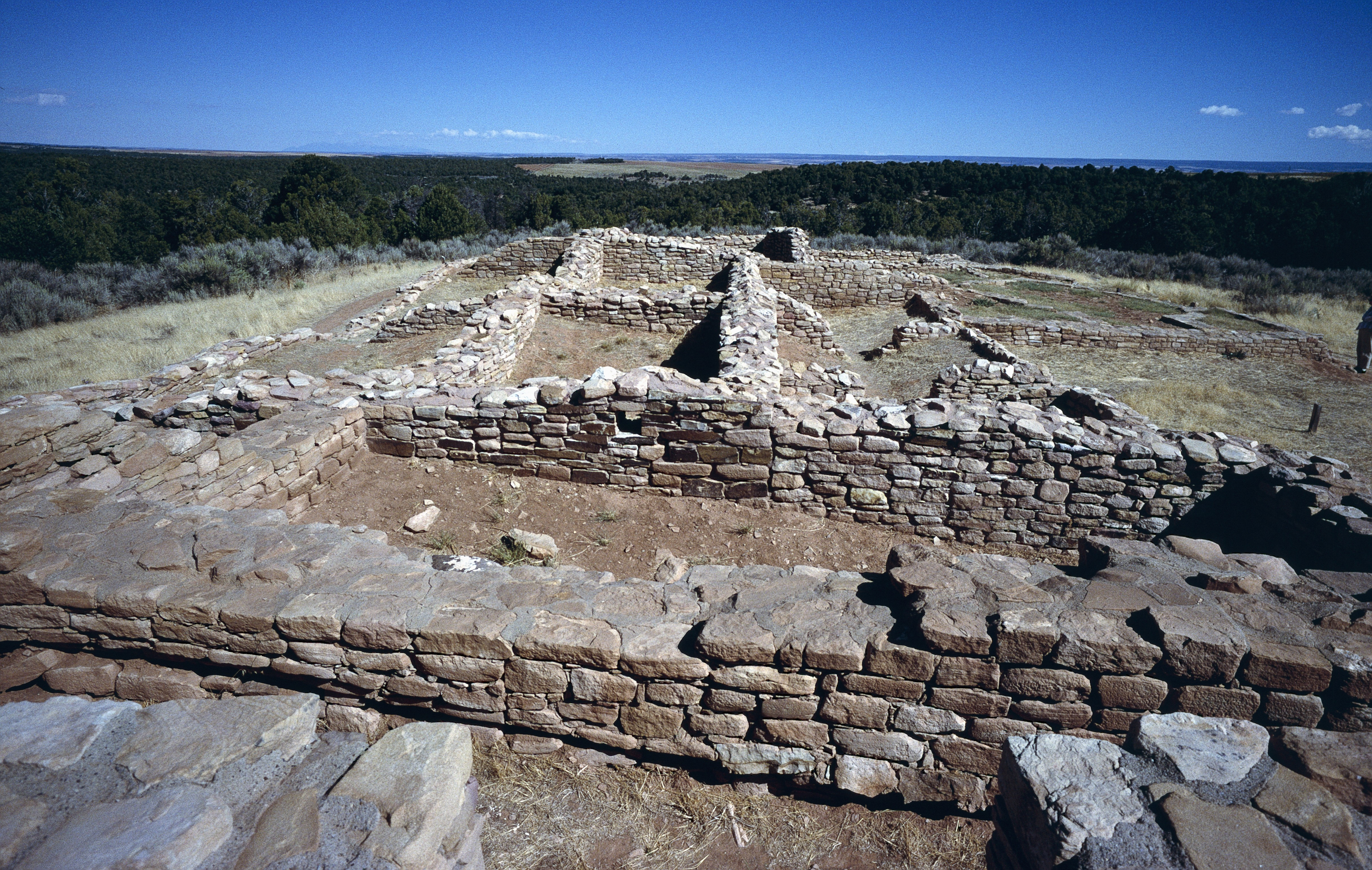
Lowry Pueblo

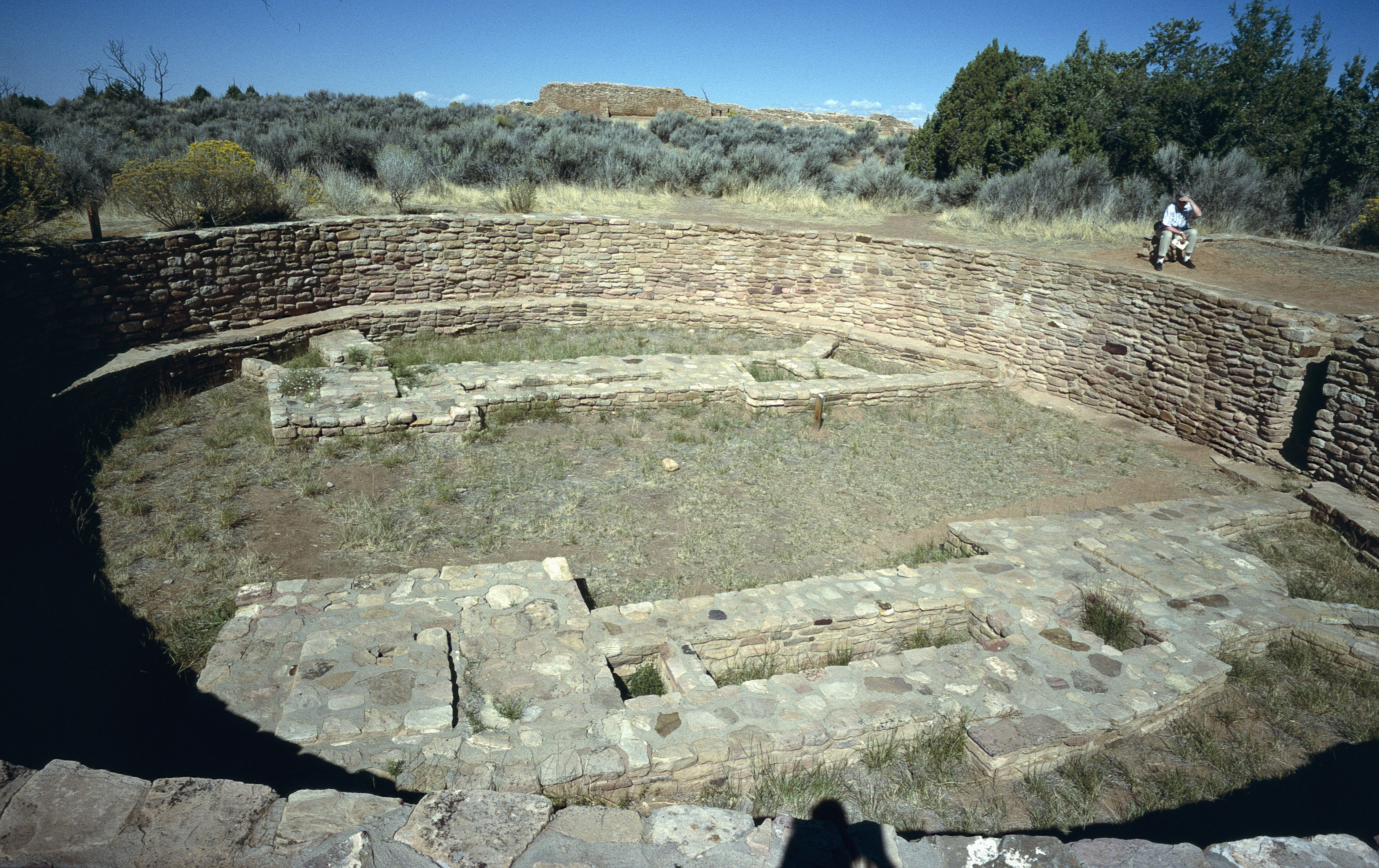
Great Kiva in Lowry Pueblo

## Notiz
- Ancestral Puebloans
- Anasazi Heritage Center
- Hovenweep National Monument
- List of National Historic Landmarks in Colorado